# Wymysłów (Potworów)
Pour les articles homonymes, voir Wymysłów.
Wymysłów (prononciation : [vɨˈmɨswuf]) est un village polonais de la gmina de Potworów dans le powiat de Przysucha de la voïvodie de Mazovie dans le centre-est de la Pologne.

## Histoire
De 1975 à 1998, le village appartenait administrativement à la voïvodie de Radom.